# DDM4 PDW
DDM4 PDWは、アメリカのダニエルディフェンス社が製造しているPDWで、AR-15のクローンモデルでもある。

## 概要
往来のPDWと同様にDDM4 PDWはコンパクトで、サブマシンガンと同程度の軽量さ、より長い有効射程を持つことを目的として開発された。
DDM4 PDWは、2020年にネバダ州ラスベガスで開催されたSHOT SHOW 2020で正式に公開された。
DDM4 PDWは伸縮式のストックと7インチの銃身を持つ。また、DDM4 PDWは7.62x39mm弾や7.92×33 mm Kurz弾に近い威力を有する.300BLK弾を使用する。
PDWは高い火力とコンパクトさを買われ、短機関銃に替わる新たな武器として世界各国の法執行機関や軍の特殊部隊で採用されている。